# Ponts-Jumeaux
Los Puentes Gemelos (en francés: Ponts-Jumeaux) son dos puentes situados sobre las desembocaduras respectivas del canal del Midi y del canal de Brienne en el estanque del Port de l'Embouchure, en la ciudad francesa de Toulouse.
Dan nombre a un barrio residencial al norte de la ciudad.

## Historia
Los dos puentes originales (de ahí el sobrenombre de gemelos) fueron construidos en 1774 por Joseph-Marie de Saget, ingeniero civil de la provincia de Languedoc. Un tercero se añadió en 1844 al norte de los dos para dar desembocadura al recién construido Canal lateral de la Garona pero la denominación de gemelos permaneció inalterada.

## El bajorrelieve

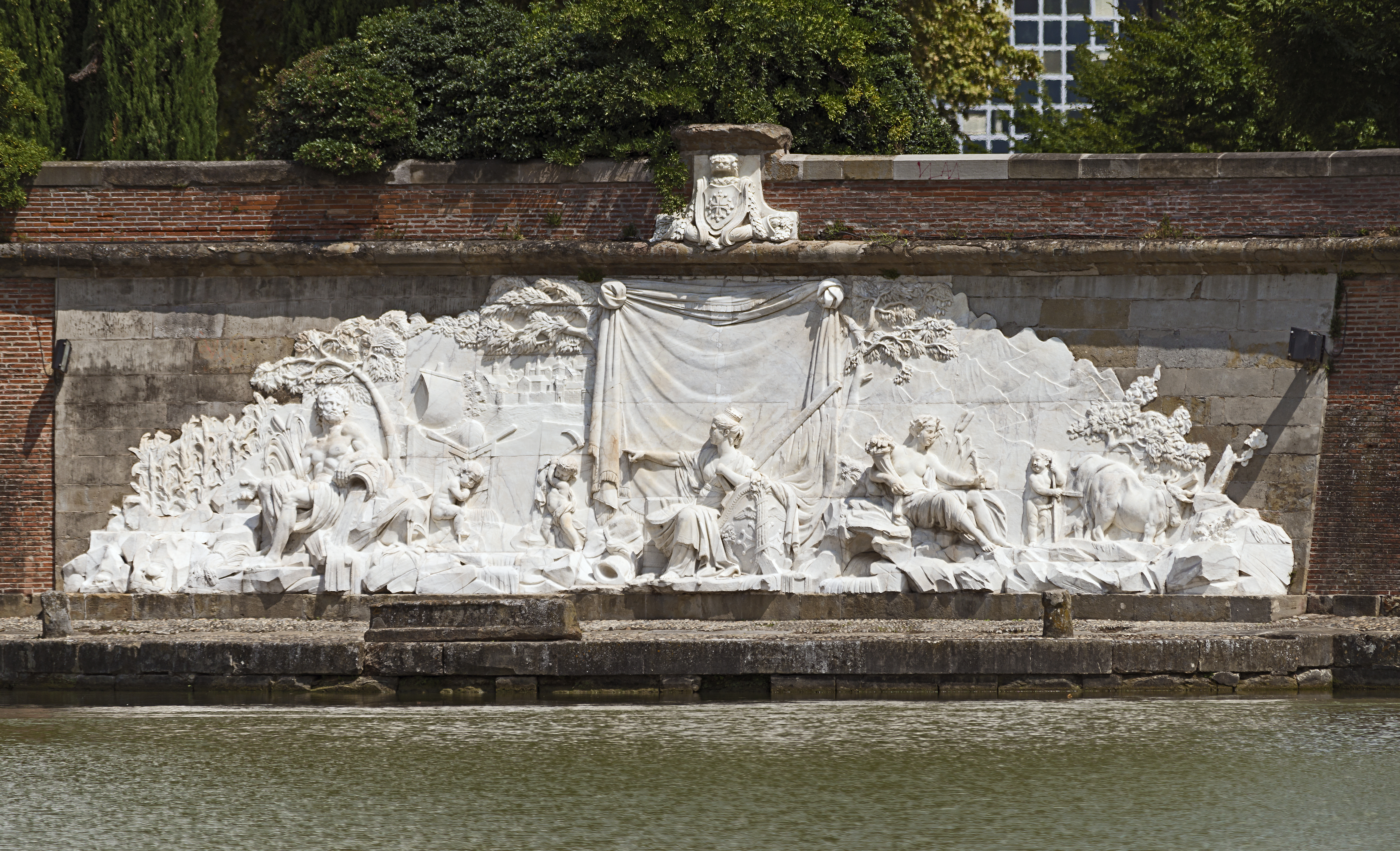
El bajorrelieve de François Lucas.

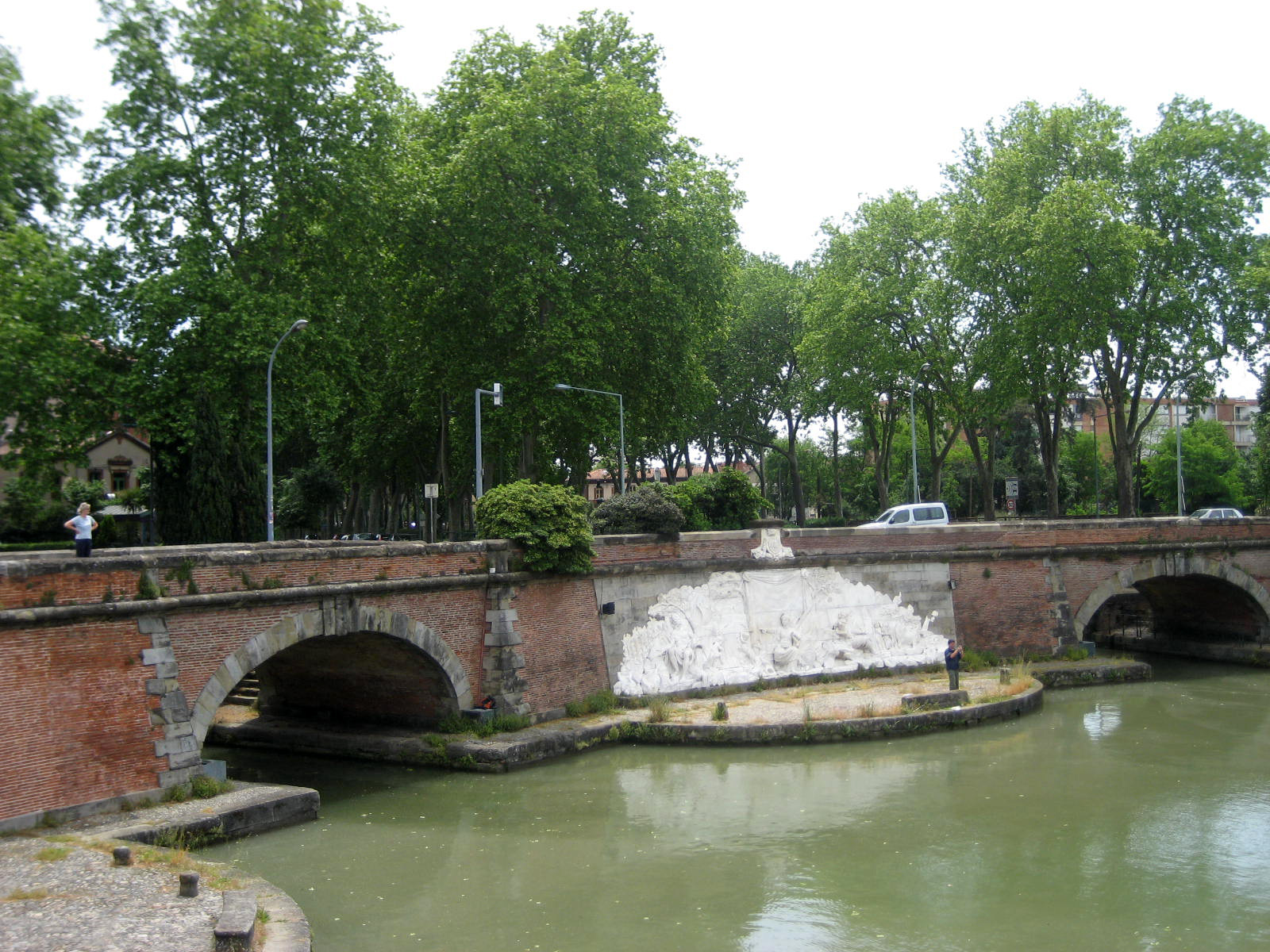
Vista de ambos puentes

Un año después de la inauguración de los dos puentes más antiguos (el del centro que da salida al Canal del Midi y el del sur para el de Brienne) se construyó entre ambos un bajorrelieve de mármol, obra del artista local François Lucas en mármol de Carrara. Esta escultura representa Occitania como una mujer que sostiene la proa de una barca con el escudo del Languedoc. Occitania ordena al canal recibir las aguas de la Garona mientras que dos jóvenes obreros cavan el Canal de Brienne pico en mano.
El otro personaje femenino de esta escultura representa a la Garona, quien sostiene con sus manos un cuerno de la abundancia mientras a su lado un labrador conduce sus bueyes para trazar un surco en Lauragais.